# Хуго Коблет
Хуго Коблет (IPA: ; 21. март 1925 — Ег, 6. новембар 1964) бивши је швајцарски професионални бициклиста у периоду од 1946. до 1959. године. Освојио је Тур де Франс 1951. године и Ђиро д’Италију 1950. године. Осим друмског бициклизма, возио је и на писти; шестоструки је национални шампион на писти и друмски национални шампион 1955. године. Умро је у саобраћајној несрећи 1964. године.

## Дјетињство и аматерска каријера
Хуго Коблет је син Адолфа и Хелене Коблет, пекара из Цириха. Хуго је живио са мајком, која је била удовица, и са старијим братом. Његов брат је пекао хљеб и колаче, а Хуго је чистио под и вршио доставе бициклом. Са 17 година је напустио пекару и почео да ради као механичар приправник на велодрому у граду.
Прва трка коју је возио била је 10 km дуга брдска трка на којој је побиједио. То је привукло пажњу Леа Амберга, бившег професионалног бициклисте, који га је убиједио да вози на траци. Године 1945. Коблет је освојио аматерско национално првенство.

## Професионална каријера
У професионалце је прешао 1946. и побиједио на шестодневним тркама у Њујорку и Чикагу. Послије тих трка развио је љубав према Сједињеним Државама и возио је трке по Флориди и Калифорнији. Енглески језик је научио гледајући британске и америчке филмове.
Године 1946. је освојио друго мјесто на националном првенству и на трци у Цириху, а 1947. је остварио седам побједа — укључујући национално првенство на траци и по једну етапу на тркама Тур де Романди и Тур де Суис. Национално првенство на траци освајао је сваке године од 1947. до 1954, док је на Свјетском првенству освојио треће мјесто 1947. и друго мјесто 1951. и 1954. године.
Године 1948. освојио је Шест дана Чикага и трке у Женеви и Лозани, те двије етапе на трци Тур де Романди. Сљедеће године, уз национално првенство на траци освојио је трку Шест дана Њујорка и етапу на трци Тур де Романди.
Године 1950. освојио је Шест дана Хановера и трке у Базелу и Арауу, док је на трци Шест дана Париза завршио трећи. Након овога, Коблет је освојио Ђиро д’Италију и постао први неиталијан који је освојио Ђиро, након 30 година доминације Италијана. Исте године је освојио и брдску класификацију. Након Ђира, освојио је Тур де Суис, уз три етапне побједе.
Године 1951. освојио је Критеријум Ас и трку у Женеви, а Тур де Романди је завршио други, док се на Ђиро д’Италији пласирао на шесто мјесто. Коблет је 1951. први пут возио Тур де Франс и освојио га уз пет етапних побједа. Тур де Франс је стартовао у Мецу, други пут ван Париза; главни ривали били су му Фаусто Копи, Ђино Бартали и Луизон Бобе. На хронометру су Копи и Бобе испали из трке за освајање, а Коблетова позиција је учвршћена четири дана касније — када је побиједио етапу у Пиринејима. До краја је побиједио на још три етапе и освојио Тур испред Жемињанија. За разлику од Ђира, на Тур де Франсу више није имао успеха, с обзиром да је то био први и једини пут да је успио да заврши ову бициклистичку трку. 1953. године се повукао на етапи 10, а 1954. на етапи 13, што је било његово посљедње учешће на Тур де Франсу.
Године 1952. освојио је трке Шест дана Дортмунда и Франкфурта, те етапу на Туру Романдије који је завршио на другом мјесту у генералном пласману, док је на Ђиро д’Италији завршио на осмом мјесту. 1953. је освојио Шест дана Брисела и Франкфурта, национално и европско првенство на траци, а на трци Шест дана Дортмунда завршио је други. Након три подијума, коначно је успио да освоји Тур де Романди, након чега је освојио друго мјесто на Ђиро д’Италији, уз једну етапну побједу. Након Ђира, освојио је Тур де Суис — уз три етапне победе.
Године 1954. је освојио европско и национално првенство на траци, Шест дана Цириха и етапу на Туру Швајцарске. На Ђиро д’Италији је освојио друго мјесто, уз двије етапне победе. То му је био посљедњи велики резултат. Ђиро је возио још 1955. и завршио га на десетом мјесту те остварио једну етапну побједу. Године 1955. је освојио Шест дана Дортмунда, Тур Швајцарске и национално првенство у друмској вожњи, док је на националном првенству на траци завршио на другом мјесту — након седам година. На Туру Романдије је освојио друго место, уз једну етапну побједу. Године 1956. остварио је само једну побједу: побиједио је на деветој етапи Вуелта а Еспање, а повукао се током етапе 13. Године 1957. остварио је двије побједе и освојио треће мјесто на трци Тур де Романди. Сљедеће године је побиједио на трци у Луцерну и на класику Колумбијано, што му је била посљедња професионална побједа. Каријеру је завршио 1959. године.

## Приватни живот
Коблет се оженио 1953. године, са манекенком Соњом Бул која је тада имала 22 године. Свој медени мјесец су провели у Шпанији и купили су вилу у Форчу.
Пирели и Алфа ромео су га запослили Јужној Америци. Коблет се вратио збуњен и разочаран. Брак је почео да му пропада, а он је заборавио да је потписао уговор вриједан 7 милиона да би промовисао чешаљ у Италији. Када су се он и Соња разишли, преселио се сам у апартман близу велодрома.
Године 1964. је тражио од Соње да се помире, што је она одбила. Касније те године, Коблет је умро. Соња је одбила његово насљедство.

## Смрт
Коблет је био веома привлачан момак који је имао доста лијепих жена и водио живот који је много утицао на његову каријеру. Коблет након освојеног Тур де Франса 1951. године никада више није возио на тако високом нивоу; посетио је специјалисту, али без икаквог резултата.
Завршио је каријеру 1959. године.
Шест година након завршетка каријере, Коблет је умро у 39. години, када се слупао аутомобилом; многи су вјеровали да је у питању самоубиство јер је имао проблема са новцем и растао се са женом.